# عشاق موسیقی
عشاق موسیقی (انگلیسی: The Music Lovers) یک فیلم درام زندگینامه‌ای به کارگردانی کن راسل محصول سال ۱۹۷۰ است که روایتی‌ست شخصی از زندگی پیوتر ایلیچ چایکوفسکی. از بازیگران فیلم می‌توان به ریچارد چمبرلین، گلندا جکسون، کنت کولی و بروس رابینسون اشاره کرد.
عشاق موسیقی عموماً با واکنش‌های منفی منتقدان روبرو شد اگرچه به دلیل سبک شخصی فیلمساز موقعیتی شبه‌کالت در گذر زمان پیدا کرده‌است.